# Nokia 1661
Le Nokia 1661 est un téléphone mobile de la marque Nokia. Il a la particularité d'avoir une lampe torche. Il est de forme classique. Il n'a que les fonctions basiques et la radio FM (pas de 3G, pas de Wi-Fi, pas de GPS, écran non tactile, pas d'appareil photo).

## Caractéristiques
- Système d'exploitation
- Bibande EGSM 900/1800, GSM 850/1900
- 108 × 45 × 13,55 mm pour 82 grammes
- Écran de 1.8 pouce de définition 128 × 160 pixels, 65 000 couleurs, TFT[Quoi ?]
- Batterie de 860 mAh
- Mémoire interne de 8 Mo
- Vibreur
- Radio FM
- DAS : 1,38 W/kg.